# Dolmen de Degernau

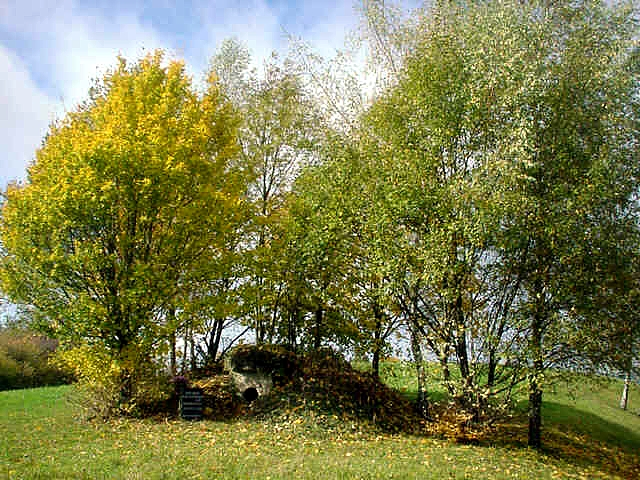
Vue du site du dolmen de Degernau

Le dolmen de Degernau (connu aussi sous le nom de Tombeau des géants) est un dolmen situé à Degernau, un district de la municipalité de Wutöschingen, dans l'arrondissement de Waldshut, dans le Bade-Wurtemberg, en Allemagne.

## Situation
Le dolmen de Degernau est situé au bord de la route nationale 163a, dans le secteur de Toter Mann, entre Degernau, dans la vallée du Wutach, et Erzingen, dans le Klettgau.

## Historique
Le site a été découvert en 1936 par Josef Schneider (1899-1993), enseignant à Degernau. Il a mis au jour des céramiques datées du Néolithique et du début de l'Âge du bronze. Lors d'une fouille archéologique menée par Edward Sangmeister en 1954, les vestiges d'un site mégalithique datant d'environ 2000 av. J.-C. ont été découverts. Le dolmen a été reconstitué en 1970 d'après les résultats de la fouille.[réf. nécessaire]

## Description
La tombe, dont les restes ne se trouvaient manifestement plus à l'emplacement d'origine, ne peut être approximativement reconstituée qu'à partir de la taille et du nombre de pierres restantes. La dalle de couverture d'origine 2,70 × 2,00 m) pèse environ 3,3 tonnes. La dalle de pignon partiellement conservée comporte une ouverture circulaire, appelée trou de l'âme, d'un diamètre de 36 à 38 cm. De plus, il y a une pierre de fermeture en forme de cône.[réf. nécessaire]

## Interprétation
Le terme « trou de l'âme » est basé sur l'idée selon laquelle les constructeurs de ces structures auraient laissé un trou dans la dalle frontale afin de permettre aux âmes des défunts de voyager vers l'au-delà. La véritable fonction de cette ouverture serait de permettre l'accès à la tombe.[réf. nécessaire]

## Vestiges archéologiques
Les tessons de poterie, les ossements et les outils en pierre trouvés à proximité semblent liés au mégalithe. Il s'agit de poteries de la culture de Horgen (en) et de fragments d'un récipient à usage domestique de la fin de l'âge du bronze ancien (poterie à liseré, niveau A 2).

## Folklore
Jusqu'au siècle dernier, on croyait dans les propriétés curatives des pierres. Dans l'espoir de se soigner, on faisait passer à travers l'ouverture des membres de corps souffrants ainsi que des enfants malades.[réf. nécessaire]